# Сутех IV
Сутех Мерибре (также Сутех IV) — двадцать четвертый фараон XIII династии во время Второго переходного периода. Мерибре правил из Мемфиса, закончив свое правление в 1749 году до н.э. или около 1700 года до н.э. Продолжительность его правления точно не известна; египтолог Ким Рихолт предполагает, что он правил недолго, определённо менее десяти лет.

## Свидетельства
Сутех Мерибре достоверно засвидетельствован только в Туринском папирусе, колонка 7, строка 23. Рихолт предполагает, что стела JE35256, обнаруженная в Абидосе и находящаяся сейчас в Египетском музее, была первоначально создана для Мерибре, а позже переписана Неферхотепом I. Ранее историк Энтони Лихи утверждал, что стела была воздвигнута Угафом, а не Сутехом, и это мнение разделяет Даррелл Бейкер. На противоположном конце, в Медамуде, к северо-востоку от Луксора, найдено множество разрушенных сооружений и архитектурных остатков, которые, вероятно, были возведены Сетхом Мерибром, но впоследствии узурпированы его преемником Собехотепом III.